# 曽根由多
曽根　由多（そね　よしかず）は静岡県出身の日本の柔道家。現役時代は71㎏級の選手。

## 人物
東海大学4年の時に正力杯71kg級で3位になった。正力国際では準決勝で大学の2年後輩である中村兼三に判定勝ちすると、決勝では韓国の鄭俊鎬を背負投の技ありで破って、全柔連の強化指定選手に入ってもいない全くの伏兵選手ながら国際大会の優勝を成し遂げた。大学を卒業後は相良町役場の所属となった。その後、市町村合併で牧之原市の所属となり、B＆G海洋センター指導員の資格を取得し、現在B&G全国指導者会副会長を務める。
また、サンボの全日本選手権では1992年に68kg級、1995年に74kg級でそれぞれ優勝を飾っている。また、1995年、1996年には世界選手権にも出場している。。

## 主な戦績
柔道
- 1992年 - コペンハーゲンカップ　3位
- 1993年 -　正力杯　3位
- 1994年 -　正力国際　優勝
- 1994年　バンクーバーオープン　優勝

(出典、JudoInside.com)。
サンボ
- 1992年　全日本サンボ選手権大会　優勝
- 1995年　全日本サンボ選手権大会　優勝
- 1995年　世界サンボ選手権大会出場
- 1996年　世界サンボ選手権大会出場